# 朱祁鋹
雒川靖懿王朱祁鋹（1437年—1483年3月9日），明朝赵惠王朱瞻塙嫡五子，王妃王氏所生，赵简王朱高燧孙，明成祖曾孙。

## 生平
正统八年（1443年）十月赐名。
景泰元年（1450年）十一月，明代宗遣武安侯鄭宏、定西侯蔣琬、駙馬都尉焦敬為正使，給事中谷茂、曹凱、王讓為副使，持節冊封朱祁鋹為雒川王。景泰二年（1451年）九月，朝廷給朱祁鋹歲祿二千石，米鈔各半。景泰五年（1454年）五月，代宗遣駙馬都尉石璟等為正使，給事中李英等為副使，持節冊封西城兵馬副指揮湯濬的女兒為雒川王妃。
成化十八年（1482年）三月，朱祁鋹及其三兄汤阴王朱祁𨧨、七弟南乐王朱祁鉷各自向朝廷奏请按時序出城祭扫祖先坟墓。禮部认为三王兄弟不宜同日遠出，請求制止，令朱祁𨧨每年去一次，明宪宗下诏同意。
成化十九年（1483年）二月，朱祁鋹去世。宪宗闻讯，輟朝一日，按制度賜祭葬，谥靖懿。成化二十一年（1485年）八月，嫡长子朱見渥受册袭封。

## 评价
- 《弇山堂别集》卷075：寬樂令終，温柔賢善。

## 家庭

### 妻妾
- 王妃湯氏

### 子孫
- 嫡長子：雒川榮恪王朱見渥
- 第二子：鎮國將軍朱見浛，成化六年（1470年）三月賜名[10]
- 第三子：鎮國將軍朱見㶌，成化六年（1470年）三月賜名[10]
  - 庶長子：朱祐槅，弘治六年（1493年）六月賜名[11]，弘治十六年（1503年）七月按制度賜誥命冠服[12]
- 第五子：鎮國將軍朱見涫，成化十八年（1482年）三月賜名[8]
  - 庶長子：朱祐櫻，弘治十二年（1499年）十二月賜名[13]